# Tribalus tropicus
Tribalus tropicus är en skalbaggsart som beskrevs av Lewis 1885. Tribalus tropicus ingår i släktet Tribalus och familjen stumpbaggar. Inga underarter finns listade i Catalogue of Life.